# Bolwerkplantsoen
Een bolwerkplantsoen is een stuk openbaar groen (park, tuin) dat op een bolwerk is geplaatst. Na de invoering van de vestingwet werden veel vestingwallen en bolwerken niet meer gebruikt, maar nog niet direct gesloopt. Gedurende de tijd dat deze bolwerken niet werden gebruikt werd er een openbaar park op aangelegd.
Voorbeelden van bolwerkplantsoenen zijn:
- De Bolwerken (Haarlem)
- Het Lucasbolwerkplantsoen (Utrecht)
- Het Noorderplantsoen (Groningen).
- Het Plantsoen (Leiden)